# Zeigerpflanze
Zeigerpflanzen (Indikatorpflanzen) sind Pflanzenarten mit einer geringen ökologischen Potenz, das heißt mit einer geringen Toleranz gegenüber Veränderungen ihrer Lebensbedingungen. Sie geben deshalb unter anderem gute Hinweise auf die Beschaffenheit des Untergrundes und Bodens, auf dem sie wachsen, auf die klimatischen Bedingungen oder auf die Einträge von Luftschadstoffen, und gehören damit zu den so genannten Bioindikatoren. Eine detaillierte Klassifikation verschiedener Standortparameter geben die Zeigerwerte nach Ellenberg.

## Geschichte
Lange vor der wissenschaftlichen Beschreibung gab es auf Erfahrung und Überlieferung beruhendes Wissen über die bioindikativische Eigenschaft von Pflanzen. Bereits im 17. Jahrhundert wurden Zeigerpflanzen in der agrarökonomischen Ratgeberliteratur wie der Hausväterliteratur benannt. Vor allem Gehölze wurden als Anzeiger für die Bodenqualität ausgemacht. Z. B. schrieb Wolf Helmhardt von Hohberg in der Georgica curiosa (1695 [1682]): „Das gewisseste Zeichen eines fruchtigen Bodens [ist]/ wann die Feld-, Wald- und Gartenbäume hoch und aest-reich/ sonderlich wo wilde Birn-, Aepfel-, Kirschen- und andere Obstbäume von sich selbsten wachsen und sich ausbreiten.“
1812 wurde der Zeigerwert wildwachsender Pflanzen erstmals wissenschaftlich beschrieben durch den Agrarwissenschaftler Georg Ernst Wilhelm Crome in seinem Buch Der Boden und sein Verhältniß zu den Gewächsen.
Der ökologische Wert von Zeigerpflanzen für den Landbau und für die Landschaftspflege ist von der Wissenschaft erst in der zweiten Hälfte des 20. Jahrhunderts, „wiederentdeckt“ und systematisch erforscht worden. 1974 veröffentlichte der Geobotaniker Heinz Ellenberg seine Zeigerwerte von Pflanzen in Mitteleuropa.
Dabei ist bei der Erforschung wichtig, dass Zusammenhänge zwischen Bodenreaktion und Pflanzenwachstum auf verschiedensten Standorten geprüft werden müssen, um nicht ein zu spezielles Ergebnis mit zu enger Bedeutung zu erhalten.

## Beispiele
- Stickstoffreicher Boden (Nitrophyten): Große Brennnessel, Kletten-Labkraut, Melde, Vogelmiere, Scharfer Hahnenfuß, Schwarzer Holunder, Gewöhnlicher Löwenzahn, Brombeere
- Stickstoffarmer Boden: Scharfer Mauerpfeffer
- Saurer Boden: Besenheide, Weiches Honiggras, Kleiner Sauerampfer, Heidelbeere
- Basischer (oder alkalischer) Boden: Gewöhnliche Pechnelke, Echter Wundklee
- Kalkhaltiger Boden: Kuhschelle, Acker-Rittersporn
- Feuchter Boden: Kohldistel, Trollblume
- Staunässe: Acker-Schachtelhalm, Ackerminze, Huflattich
- Salzboden (Salzpflanzen): Queller
- Sandboden: Sand-Segge
- Verdichteter Boden: Breitwegerich, Kriechender Hahnenfuß, Gemeine Quecke, Gänsefingerkraut
- Schwermetallhaltiger Boden (Metallophyten): Galmeiflora, Schwermetallrasen
- Lichtzeiger: Gelbes Sonnenröschen
- Schattenzeiger: Sauerklee

Phänologische Zeigerpflanzen nennt man Pflanzen, welche die zehn physiologisch-biologisch begründeten „phänologischen Jahreszeiten“ ankünden (z. B. der Blühbeginn des Schwarzen Holunders den Frühsommer, der Blühbeginn der Sommer-Linde den Hochsommer).

## Einzelbelege
1. ↑   Wolf Helmhardt von Hohberg: Georgica Curiosa Aucta, Das ist: Umständlicher Bericht und klarer Unterricht Von dem Adelichen Land- und Feld-Leben. Auf alle in Teutschland übliche Land- und Haus-Wirthschafften gerichtet. Band 2. Nürnberg 1695 [1682], S. 13.
2. ↑  Heinz Ellenberg: Zeigerwerte von Pflanzen in Mitteleuropa. 2. verb. und erw.  Auflage. Goltze, Göttingen 1992, ISBN 3-88452-518-2.